# Neckeropsis disticha
Neckeropsis disticha är en bladmossart som beskrevs av Kindberg 1894. Neckeropsis disticha ingår i släktet Neckeropsis och familjen Neckeraceae. Inga underarter finns listade i Catalogue of Life.